# Lloa
Una lloa és una mena de pròleg a una obra de teatre, típicament una comèdia. A vegades, les dramatis personae participen en la lloa, d'altres es fa com una obra a part. Sovint, la lloa és de to humorístic i intenta guanyar l'atenció del públic al teatre. La lloa de la Tragicomèdia d'Amor, Firmesa i Porfia de Francesc Fontanella reivindica l'ús de la llengua catalana al teatre.